# Айвор (Вірджинія)
Айвор (англ. Ivor) — місто (англ. town) в США, в окрузі Саутгемптон штату Вірджинія. Розташоване за 37 кілометрів на північний захід від Саффолка. Населення — 312 особи (2020).

## Географія
Айвор розташований за координатами 36°54′4″ пн. ш. 76°53′41″ зх. д. / 36.90111° пн. ш. 76.89472° зх. д. (36.901057, -76.894652).  За даними Бюро перепису населення США в 2010 році місто мало площу 2,83 км², з яких 2,82 км² — суходіл та 0,00 км² — водойми.

## Демографія
Згідно з переписом 2010 року, у місті мешкало 339 осіб у 136 домогосподарствах у складі 99 родин. Густота населення становила 120 осіб/км².  Було 156 помешкань (55/км²).
Расовий склад населення:
| - 82,6 % — білих - 12,7 % — чорних або афроамериканців - 0,9 % — азіатів - 0,6 % — корінних американців |

До двох чи більше рас належало 2,4 %. Частка іспаномовних становила 0,6 % від усіх жителів.
За віковим діапазоном населення розподілялося таким чином: 23,0 % — особи молодші 18 років, 58,1 % — особи у віці 18—64 років, 18,9 % — особи у віці 65 років та старші. Медіана віку мешканця становила 41,5 року. На 100 осіб жіночої статі у місті припадало 84,2 чоловіків;  на 100 жінок у віці від 18 років та старших — 89,1 чоловіків також старших 18 років.
Середній дохід на одне домашнє господарство  становив 51 052 долари США (медіана — 41 000), а середній дохід на одну сім'ю — 57 809 доларів (медіана — 48 750). Медіана доходів становила 40 833 долари для чоловіків та 32 750 доларів для жінок. За межею бідності перебувало 12,8 % осіб, у тому числі 9,9 % дітей у віці до 18 років та 17,8 % осіб у віці 65 років та старших.
Цивільне працевлаштоване населення становило 163 особи. Основні галузі зайнятості: роздрібна торгівля — 28,8 %, освіта, охорона здоров'я та соціальна допомога — 16,6 %, науковці, спеціалісти, менеджери — 11,0 %, виробництво — 8,6 %.

## Визначні особи
- Антоніо Бенкс — американський футболіст.